# 北薪岘站
北薪峴站（韓語：북신현역）是朝鮮民主主義人民共和國平安北道香山郡北薪峴里的一個鐵路車站，属于满浦线。

## 历史
- 1934年11月1日，开通使用。

1. ↑  Kokubu, Hayato, 将軍様の鉄道 (Shōgun-sama no Tetsudō), ISBN 978-4-10-303731-6
2. ↑  . 레일.블루 - 열차운전정보 사이트.   [2024-04-08]. （原始内容存档于2024-04-08）.
3. ↑  . Rail.Blue - Korea Railroad Operation Information Site.   [2024-04-08]. （原始内容存档于2024-04-08）.

## 邻近车站
满浦线
新興洞站 - 北薪峴站 - 妙香山站